# Fracture
Fracture (рус. Перелом) — компьютерная игра, разработанная студией Day 1 Studios, и изданная дочерней студией The Walt Disney Company — LucasArts Entertainment. Выпущена на Xbox 360 и PlayStation 3. Дата выхода игры в Северной Америке - 7 октября 2008 года,в Европе - 10 октября 2008 года.

## Сюжет
В XXII веке истерзанная бедствиями планета все-таки взбунтовалась. Колоссальное наводнение захлестнуло всю центральную часть североамериканского континента, разделив страну пополам. Единое в прошлом правительство не выдержало удара и распалось, а на территории бывших США возникло два независимых государства: Атлантический Альянс (Atlantic Alliance), тяготеющий к Европе, и Тихоокеанская Республика (Republic of Pacifica), наладившая отношения с Азией. Первый опирается на продвинутые кибернетические технологии, вторая экспериментирует с генной инженерией — такой идеологический и геополитический раскол не мог обойтись без последствий…
В 2161 году взаимная неприязнь двух частей некогда великой страны вылилась в открытое противостояние. На бескрайних полях сражений столкнулись диковинные порождения кибернетических экспериментов и генной инженерии, а главный герой Мэйсон Бригс оказался в самой гуще событий. Будучи простым солдатом Атлантического Альянса, он полагается на классическое вооружение и высокие технологии, которых вполне хватает, чтобы до неузнаваемости изменять окружающий мир.

## Персонажи
- Мэйсон Бригс - главный герой, солдат Атлантического Альянса.
- Армия Тихоокеанской Республики - главные вооружённые силы Тихоокеанской республики. Единственный и главный враг Мэйсона в игре. Состоит из 9 групп:Тихоокеанцы, Хищники, Гидры, Шерманы, Захватчики, Криперы, Болласы-Великаны, Спайк-Гидры, Гепарды.[10]

## Музыка к игре
Основной саундтрек к игре написал композитор Майкл Джаккино.

## Отзывы
| Сводный рейтинг | Сводный рейтинг | Сводный рейтинг |
| Издание         | Оценка          | Оценка          |
| Издание         | PS3             | Xbox 360        |
| --------------- | --------------- | --------------- |
| GameRankings    | 63,34 %         | 64,80 %         |